# اوا سرانو
اِوا سِرانو (به فرانسوی: Eva Serrano) ژیمناست زادهٔ ۲۲ آوریل ۱۹۷۸ میلادی اهل کشور فرانسه است.